# IMac
iMac是一系列由蘋果公司設計與生產的Mac品牌一體化桌上型電腦，從1998年推出以來一直是蘋果針對消費者市場的主力機種。
iMac的特點是它的設計。早在1998年，蘋果總裁史蒂夫·喬布斯就將「［看起來］不是電腦的電腦」（What's not a computer!）概念應用於設計iMac的過程。結果造就了果凍－G3、檯燈－iMac G4和相框－iMac G5。
有關其名稱，字母的含義包括「互聯網」（Internet）、「個人」（Individual）、「指導」（Instruct）、「信息」（Inform）以及「啟發」（Inspire），在1998年iMac的發佈會上史蒂夫·賈伯斯對此作了介紹。

## 世代
| 世代                 | iMac G3                       | iMac G4                | iMac G5          | iMac（Intel）          | iMac（鋁製外殼） | iMac（16:9 鋁製外殼）                 | iMac（輕薄鋁製外殼）                                                | iMac（配備 Retina 顯示屏）                                          | iMac（Apple M1）             |
| 螢幕                 | 15吋 CRT                      | 15吋, 17吋, 及20吋 LCD | 17吋, 及20吋 LCD | 17吋, 20吋, 及24吋 LCD | 20吋 及24吋 LCD  | 21.5吋 及 27吋 LED                    | 21.5吋 及 27吋 LED                                                  | 21.5吋 及 27吋 LED                                                  | 24吋 LED                     |
| 硬碟                 | 4GB 至 60GB                   | 40GB 至 160GB          | 40GB 至 500GB    | 80GB 至 750GB          | 250GB 至 1TB     | 500GB 至 2TB 或 256GB SSD（固態硬碟） | 1TB 或 3TB ，256GB 至 1TB SSD（固態硬碟） 、1TB 或 3TB Fusion Drive | 1TB 或 3TB ，256GB 至 2TB SSD（固態硬碟） 、1TB 或 3TB Fusion Drive | 256GB 至 2TB SSD（固態硬碟） |
| 內建及支援Mac OS版本 | 8.1, 8.5, 8.6, 9.0, 9.1, 10.0 | 9.2, 10.1, 10.2, 10.3  | 10.3, 10.4       | 10.4                   | 10.4, 10.5, 10.6 | 10.6, 10.7                            | 10.8, 10.9, 10.10, 10.11, 10.12, 10.13, 10.14, 10.15                | 10.10, 10.11, 10.12, 10.13, 10.14, 10.15, 11, 12                    | 11, 12                       |
| 發佈日期             | 1998年8月15日                 | 2002年1月7日           | 2004年8月31日    | 2006年1月10日          | 2007年8月7日     | 2009年10月20日                        | 2012年10月23日                                                      | 2015年10月13日                                                      | 2021年4月20日                |
| 停產日期             | 2003年3月                     | 2004年7月              | 2006年3月        | 2007年8月              | 2009年10月       | 2012年10月                            | 2015年10月                                                          | 2021年4月（僅21.5吋） 2022年3月（僅27吋）                           | 未停產                       |
| 处理器架构           | PowerPC                       | PowerPC                | PowerPC          | Yonah（x86）           | Core（x86）      | Penryn（x86）                         | ivy Bridge（x86）                                                   | Broadwell（x86）                                                    | ARM                          |

## 型號

### iMac G3

#### 托盤式光碟機

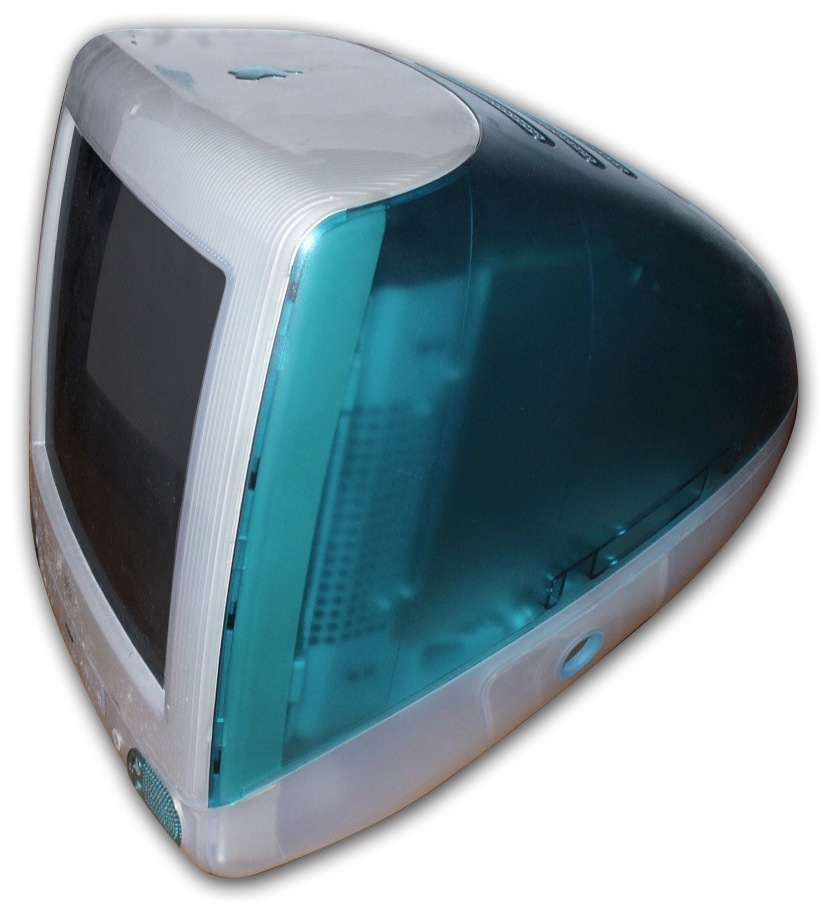
IMac Bondi Blue電腦

- 1998年8月15日,– iMac 233MHz (修訂版 A),233 MHz 處理器。顯示卡為配備 2MB SGRAM 的 ATI Rage IIc ,機殼顏色只有Bondi Blue（邦迪藍（英语：Bondi Blue））可供選擇。
- 1998年10月17日,– iMac 233MHz (修訂版 B),更用新的Mac OS 8.5及ATI Rage Pro 顯示卡（配備6MB SGRAM）。
- 1999年1月5日，– iMac 266MHz (修訂版 C, "Five Flavors")，266 MHz 處理器。刪除IrDA接頭和夾層插槽。 ATI Rage Pro Turbo 顯示卡(配備 6MB SGRAM)。 機殼顏色有 Strawberry（草莓紅）, Blueberry（藍莓蘭）, Lime（青擰綠）, Grape（葡萄灰）和 Tangerine（越橘橙）。比上一代便宜了 100 美元。
- 1999年4月14日，– iMac 333MHz (修訂版 D),333 MHz 處理器。更新游標上的縮放按鈕。

#### 吸入式光碟機

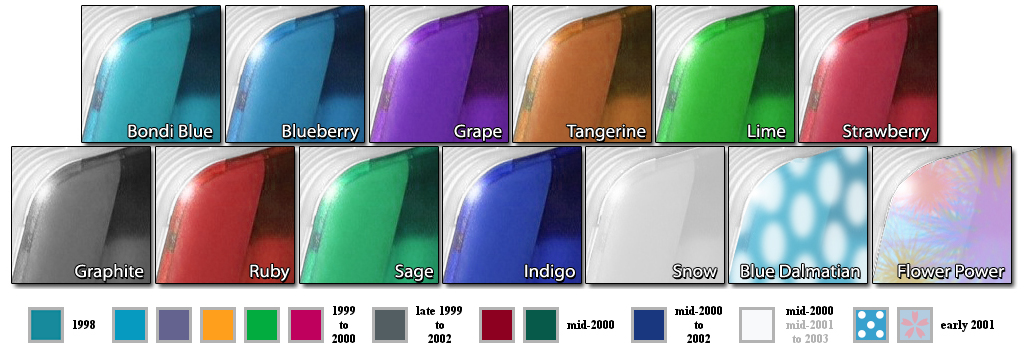
iMac G3的13色系主機

- 1999年10月5日 – iMac/iMac DV/iMac DV SE。第一代,支援FireWire。350或400 MHz 處理器,吸入式光碟機,與rev C/D iMac同樣顏色,但加上特別版的石墨色。
- 2000年7月19日 – iMac/iMac DV/iMac DV+/iMac DV SE。350 or 400 or 450 or 500 MHz 處理器,機殼顏色有Indigo（藍色）, Ruby（紅色）, Sage（綠色）, Snow（白色）and Graphite（灰色）。
- 2001年2月22日 – (patterns)。400, 500 (PPC750CXe), or 600 (PPC750CXe) MHz 處理器,機殼顏色有Indigo（藍色）, Graphite（灰色）及 Blue Dalmatian 。另外,有 "Flower Power" 模式.
- 2001年7月18日 – (Summer 2001)。500, 600, or 700 MHz (PPC750CXe) 處理器。機殼顏色有Indigo（藍色）, Graphite（灰色）及Snow(白色)。

### iMac G4 ("The New iMac"/"Flat Panel iMac")

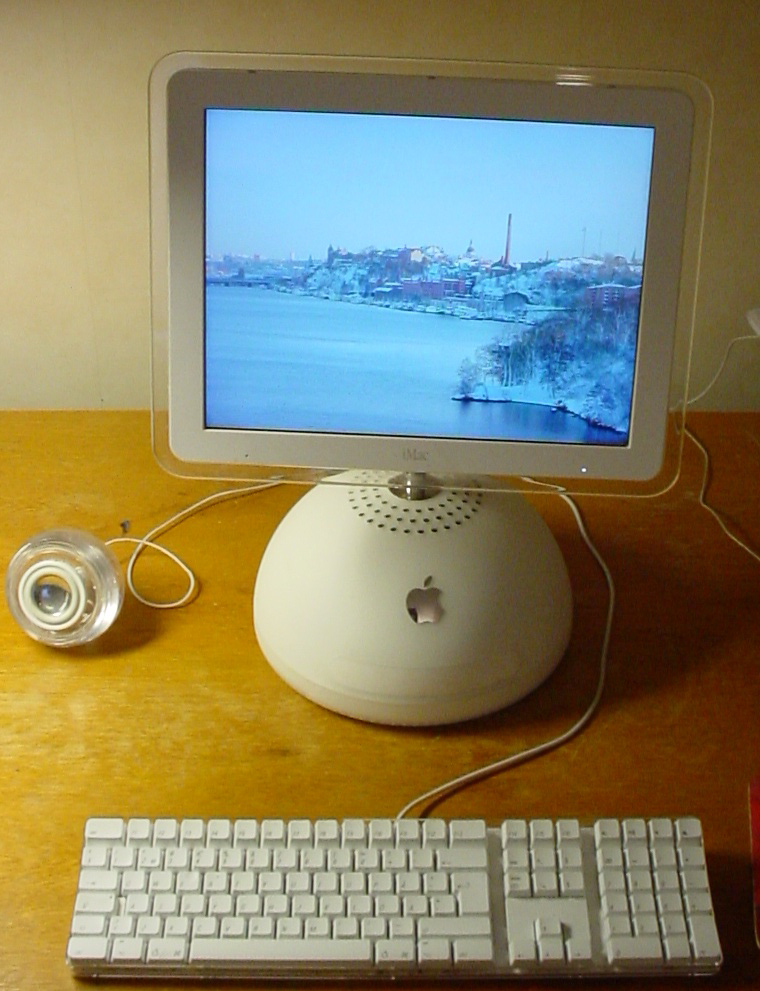
iMac G4

- 2002年1月7日 – 蘋果電腦推出新的 iMac 產品線，共有三種形式。他們具有未來感的外表，包含 700 或 800 MHz 的 G4 處理器，顏色皆為白色。顯示器是 15 吋 LCD，使用一個可擺動的器臂來定位。
- 2002年7月17日 – 新的型號推出，擁有 17 吋 LCD 和 800 MHz 或是 1 GHz 的處理器，更大的硬碟空間（最大到 80 GB）和更新的 繪圖處理單元。
- 2003年2月4日 – 產品線減為兩種型號，一種是 15 吋 LCD，另一種是 17 吋 LCD。AirPort Extreme 也和 藍芽，和 DDR 記憶體（第一次在 iMac 的歷史出現）都含在 17 吋的型號。
- 2003年8月 – iMac 15 和 17 吋的型號分別升級到 1 GHz 和 1.25 GHz G4 處理器。兩者都支援 USB 2.0，AirPort Extreme，藍芽，以及 DDR 記憶體。
- 2003年11月18日 – 20 吋的螢幕型號推出，可以顯示 1680 {\displaystyle \times }1050 的螢幕解析度，以及 1.25 GHz 的 G4 處理器。

### iMac G5

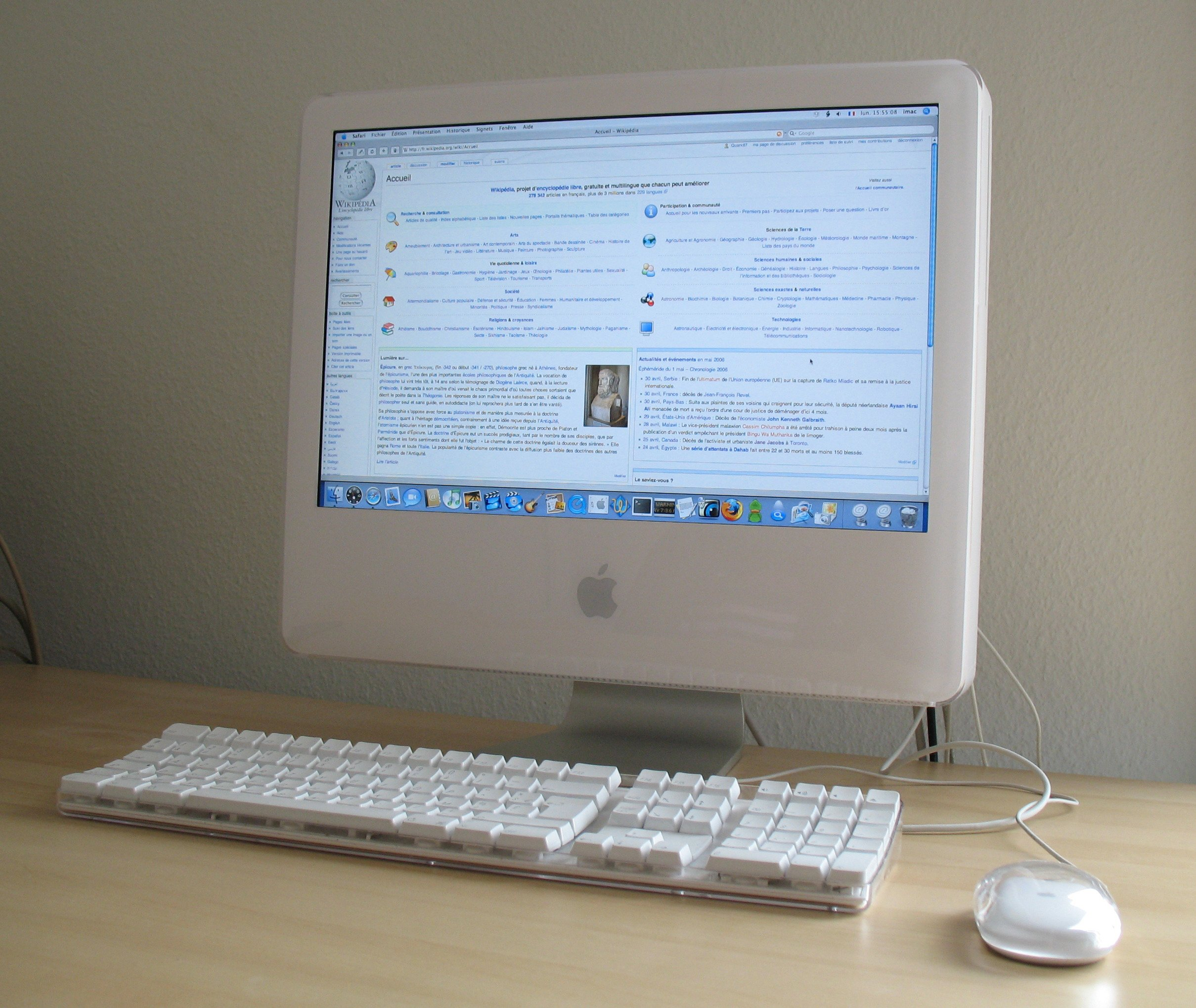
iMac G5

2004年8月31日 – 蘋果電腦推出全新的 iMac 產品線，擁有 LCD 螢幕（17或20吋寬螢幕）和電腦（包含電源供應）本身，包含在一個 2 吋厚的平面顯示器上，使用 1.6 或 1.8 GHz PowerPC G5 64位元 處理器，特色為一個 Serial ATA 硬碟（在教育版型號是Parallel ATA）和 nVidia GeForce 5200 繪圖處理晶片。USB 2、FireWire 400、和 10/100Base-T 乙太網路埠、V.92 數據機、視訊輸出埠、類比語音輸入孔、和結合類比／mini-TOSLINK的語音輸出孔（類似在 AirPort Express 的單元）和獨立擺置在後方的電源按鈕。整個外觀是由一個鋁製的懸臂撐在桌面上，也可以使用 VESA 掛載平板來取代，讓整個機身可以用任何 VESA 標準的掛載點來懸掛。蘋果電腦聲稱這是市場上最薄的桌上型電腦。iMac G5 有三種零售型號，加上一種只供教育用沒有光碟機的型號，沒有數據機，和最簡單的 GeForce MX4000 繪圖顯示系統。
2005年3月3日，– 蘋果電腦 極大地更新 iMac 產品線，把主機板上的標準記憶體加到 512MB。入門型號現在為 1.8 GHz，最高型號達到 2 GHz。可選購的升級配備包含雙層 8x SuperDrive。所有的型號都含有 AirPort Extreme 無線網路，藍芽 2.0，和 ATI Technologies Radeon 9600 顯示晶片及 標準 128MB 的視訊記憶體空間。所有的型號都與 iLife '05 和 Mac OS X 10.4 "Tiger" 一起搭配出售。
2005年8月18日 蘋果電腦推出iMac G5 Repair Extension Program for Video and Power Issues。受影響的電腦系統會出現下列視訊或電源相關徵候之一：
- 視訊畫面雜亂或扭曲失真
- 沒有視訊畫面
- 沒有電源

這項專案適用於約在 2004 年 9 月至 2005 年 6 月之間售出，配備 17 與 20 吋顯示器以及 1.6 GHz 與 1.8 GHz G5 處理器的 iMac G5 機型。 
序號前五碼在下列標示範圍之內的 iMac G5 電腦可能會受到影響：
- W8435 - W8522
- QP435 - QP522
- CK435 - CK522
- YD435 - YD522

### iMac G5 (iSight)
帶有iSight相機和遙控器（Frontrow）的 Rev.C（第三次更改）iMac，也是最後一代採用PowerPC的iMac。

### iMac Core Duo

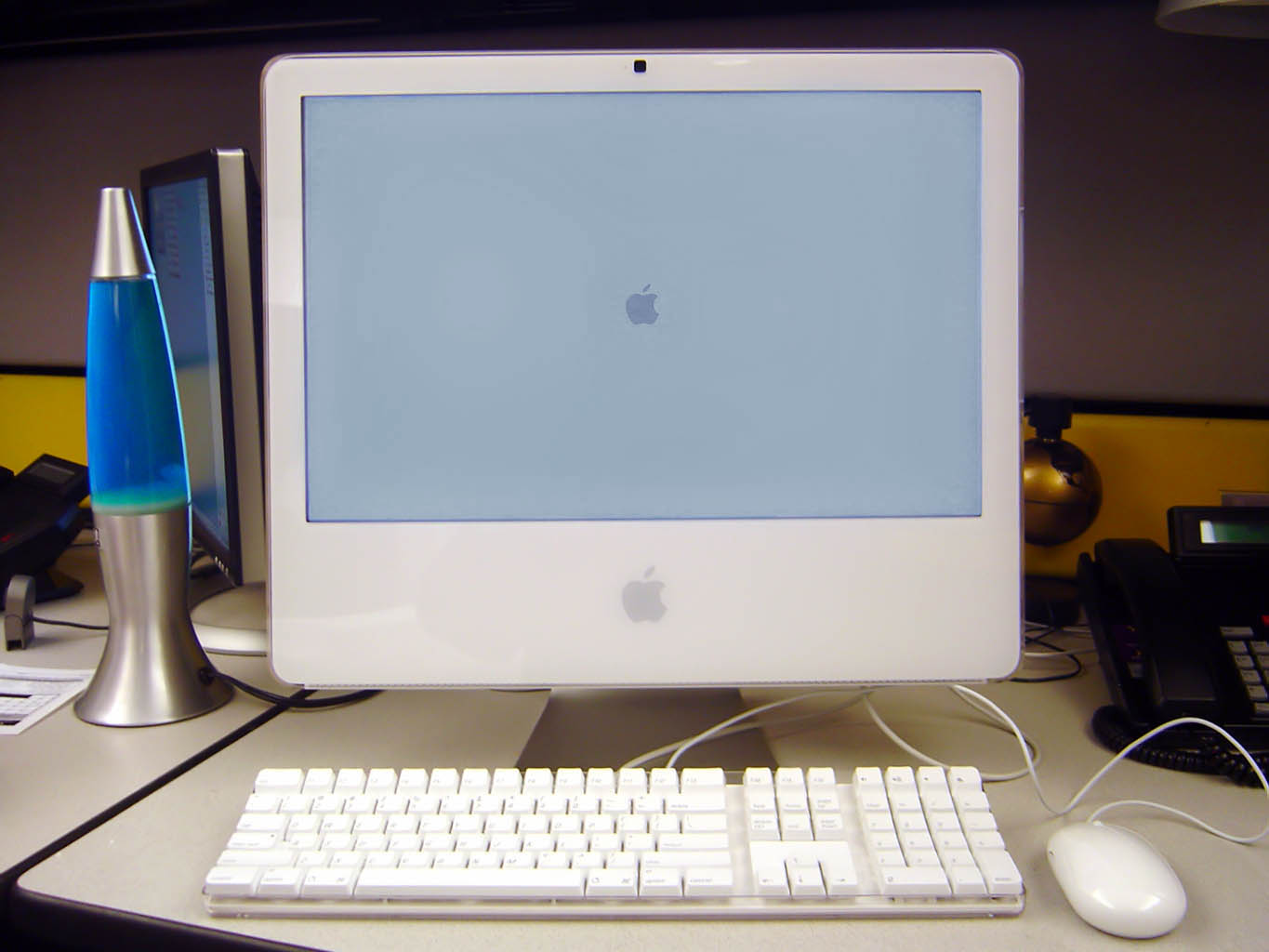
iMac Core Duo

- 2006年1月11日 – 蘋果電腦推出使用 Intel 處理器（Intel Core Duo）的iMac，速度較G5處理器的iMac快了2至3倍。
  - 17" 機型 (MA199LL), 1.83 GHz Intel Core Duo
  - 20" 機型 (MA200LL), 2.0 GHz Intel Core Duo
  - 一個PCI-Express架構下、128MB DDR VRAM的ATI Radeon X1600顯示晶片，2.0 GHz機型搭載256 MB DDR VRAM。

### iMac Core 2 Duo
- 2006年9月6日 – 蘋果電腦推出使用 Intel Core 2 Duo 處理器的 iMac ，速度較Intel Core Duo的 iMac 快了1.5倍。
  - 17" 機型，1.83/2.0 GHz Intel Core 2 Duo ， Intel GMA 950 顯示晶片／ATI Radeon X1600 顯示卡
  - 20" 機型，2.16 GHz Intel Core 2 Duo ，ATI Radeon X1600 顯示卡
  - 24" 機型，2.16 GHz Intel Core 2 Duo ，nVidia GeForce 7300 GT 顯示卡，客戶也可以選配NVIDIA GeForce 7600 GT 顯示卡。

### iMac（鋁製外殼）
- 2007年8月7日 – 蘋果電腦推出鋁製外殼的 iMac。
  - 20" 機型，2.0/2.4 GHz Intel Core 2 Duo ，ATI Radeon HD 2400 XT/ 2600 PRO 顯示卡
  - 24" 機型，2.4 GHz Intel Core 2 Duo／2.8 GHz Intel Core 2 Extreme ，ATI Radeon HD 2600 PRO 顯示卡

### iMac（寬螢幕鋁製外殼）
- 2009年10月20日發佈。

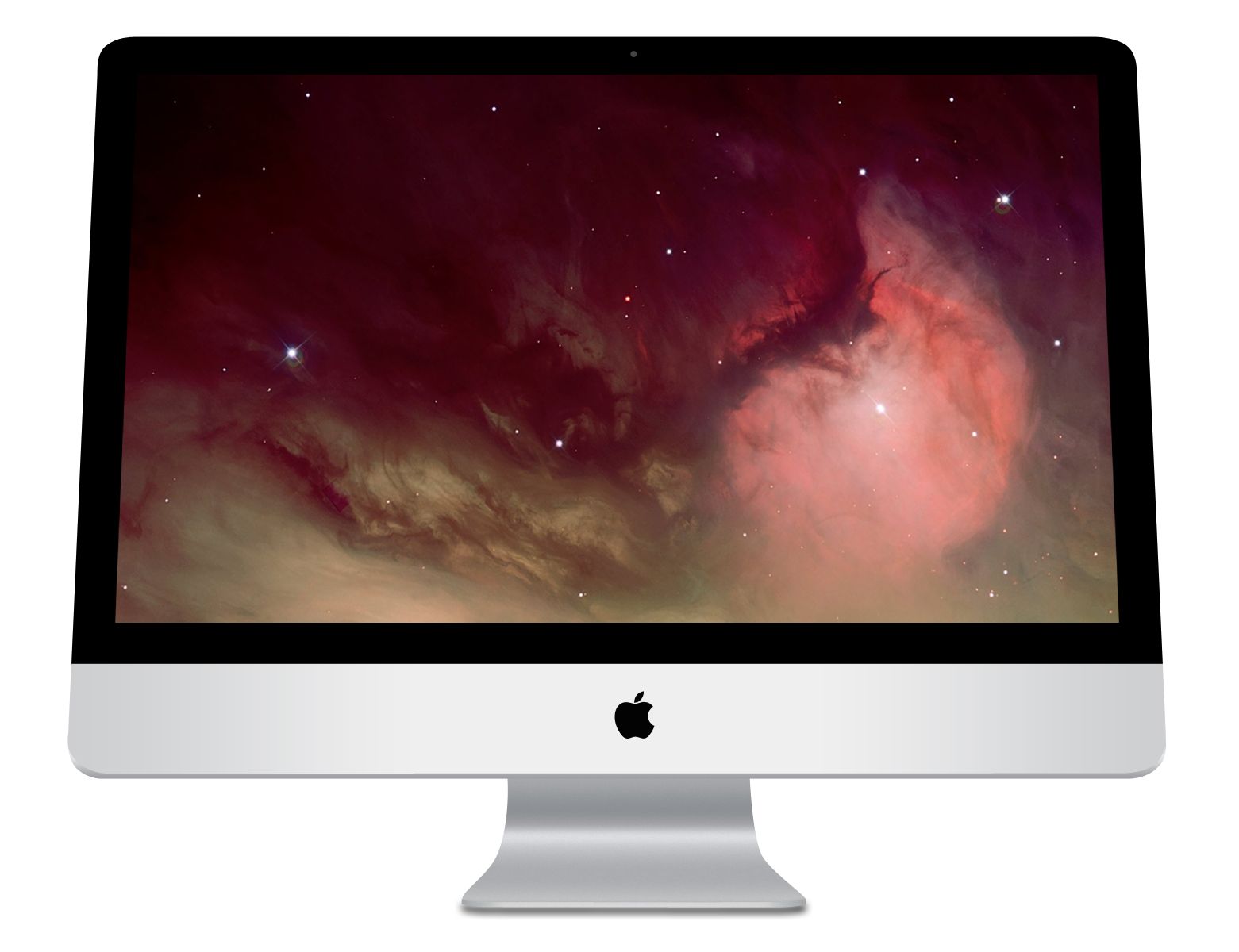
2009年10月20日推出的iMac

- - 21.5"機型，16:9顯示比例，解析度為1920 x 1080像素的21.5吋（實際顯示範圍）鏡面寬螢幕TFT主動式矩陣平面液晶顯示器，同時支援IPS技術，3.06 GHz Intel Core 2 Duo（可升級3.33 GHz Intel Core 2 Duo），4GB 1066 MHz DDR3 SDRAM（可升級8GB 1066 MHz DDR3 SDRAM），500GB 7200 rpm Serial ATA Drive/1TB Serial ATA Drive（可升級2TB7200 rpm Serial ATA Drive），NVIDIA GeForce 9400M顯示卡/ATI Radeon HD 6750M顯示卡
  - 27"機型，16:9顯示比例 ，解析度為2560 x 1440像素的27吋（實際顯示範圍）鏡面寬屏幕TFT主動式矩陣平面液晶顯示器，同時支援IPS技術，3.06 GHz Intel Core 2 Duo，2.66 GHz Intel Core i5（可升級2.8 GHz Intel Core i7），4GB 1066 MHz DDR3 SDRAM（可升級16GB 1066 MHz DDR3 SDRAM），1TB 7200 rpm Serial ATA Drive（可升級2TB 7200 rpm Serial ATA Drive），ATI Radeon HD 4670顯示卡/ATI Radeon HD 6970M顯示卡，且支持Mini DisplayPort輸入。

### iMac（輕薄鋁製外殼）
- 2012年10月23日發佈，透過採用新焊接技術（攪拌摩擦焊），令其邊緣最薄處僅 5 毫米，體積亦比上一代小 40%。
  - 21.5" 機型，16:9 顯示比例，解析度為 1920 x 1080 像素的21.5 吋(實際顯示範圍) LED 背光顯示器，同時支援 IPS 技術。蘋果公司表示其新顯示器採用了全平面壓合（Full lamination）和電漿沈積（Plasma deposition）技術，令反光度減低了 75%，並改善了色彩品質。[2]
    - 1.4 GHz/2.7 GHz/2.9 GHz 雙核心/四核心 Intel Core i5 處理器(可升級 3.1 GHz 四核心 Intel Core i7 處理器)。
    - 8GB 1600 MHz DDR3 記憶體(可升級16GB 1600 MHz DDR3 記憶體)，1TB 硬碟，NVIDIA GeForce GT 640M/650M 圖像處理器。

  - 27" 機型，16:9 顯示比例 ，解析度為 2560 x 1440 像素的27 吋(實際顯示範圍) LED 背光顯示器，同時支援 IPS 技術，並採用了全平面壓合（Full lamination）和電漿沈積（Plasma deposition）技術。
    - 2.9 GHz/3.2 GHz 四核心 Intel Core i5 處理器(3.2 GHz可升級3.4 GHz 四核心 Intel Core i7 處理器)。
    - 8GB 1600 MHz DDR3 記憶體(可升級16/32GB 1600 MHz DDR3 記憶體)，1TB 硬碟(可升級 3TB 硬碟、1TB 或 3TB Fusion Drive 或 768GB SSD)，NVIDIA GeForce GTX 660M/675MX 圖像處理器。[3][4]

### iMac（配備 Retina 顯示器）
- 2014年10月17日在蘋果總部Town Hall發佈，此iMac配備了5120*2880分辨率的27英吋顯示器，與此同時，仍然維持了與上一代相同的5毫米邊緣厚度。
- 2015年10月13日發布了配備4096*2304分辨率的21.5英吋顯示器，與此同時，仍然維持了與上一代相同的5毫米邊緣厚度。
- 目前有27和21.5英吋機型，解析度為5120*2880 27"或4096*2304 21.5"，像素密度為217 ppi。
- 內存為 8GB 1866 MHz DDR3 ，可升級為 16GB 和 32GB，與此同時，機身後部還有兩個空閒的 SO-DIMM 內存插槽可供用戶使用。
- 儲存裝置預設為 1TB ，可升級為 2TB或3TB Fusion Drive，也可配備 256GB、512GB、1TB 的SSD。
- 為了應對如此大的像素處理量，蘋果專門為此研發了一顆新的時脈控制器（TCON），目前關於此顆TCON的信息不詳。
- 其它硬件配置與現有27/21.5英吋 iMac 保持一致。

### iMac（Apple M1）
- 2021年4月20日在蘋果總部Apple Park發佈。為14年來iMac首次使用全新設計。
- 配備4480*2520分辨率的24英吋顯示屏。
- 顯示屏部分不再維持上一代的5毫米邊緣厚度，而改為了整體統一為11.5毫米厚度。厚度相較於上一代的邊緣厚度較厚。
- 與2020年發佈的13英吋MacBook Pro、MacBook Air與Mac Mini相同，改用蘋果Apple M1芯片。
- 7種顏色可選，為iMac G4以來首次包括多款顏色。
- 獨立Magic Keyboard首度支持Touch ID。
- 有256GB和512GB兩種容量可選，其中256GB容量亦有7核GPU版本和8核GPU版本可選。
- 記憶體最多可選擇16GB，儲存設備最多可選擇1TB和2TB，在買時就決定，出貨無法更改、加裝。

## 外部連結
- 24英吋基於Apple M1芯片：
  - 美國官網 （页面存档备份，存于）
  - 台灣官網 （页面存档备份，存于）
  - 香港官網 （页面存档备份，存于）
  - 中國大陸官網 （页面存档备份，存于）